# 石飛惠里花
石飛惠里花（日语：／ Ishitobi Erika，1997年5月9日—）是日本的女性聲優、模特兒，同時是聲優團體「Purely Monster」的成員，埼玉縣出身。隸屬於Holy Peak。

## 人物
2012年12月在時尚雜誌《Popteen》舉辦的「第4回Popteen模特兒甄選」中進入總決賽，並獲得「POP模特兒賞」。後來以讀者模特兒的身分出道。
2016年6月2日以聲優身分加入Holy Peak。
2017年5月成為聲優偶像團體「Purely Monster」的成員。
身高151cm。

## 演出作品
※粗體字為主要角色。

### 電視動畫
2017年
- 人馬小姐不迷茫（佐藤高美、小美、女學生B、水人女子〈魔王灘〉、導師）

2018年
- 多田君不戀愛（女僕）

2021年
- Hortensia SAGA 蒼之騎士團（阿爾弗雷德〈幼少期〉）
- 魔法科高中的優等生（水尾佐保）

2024年
- 蔚藍檔案 The Animation（伊草遙香[6]）

### 遊戲
- Assault Lily Last Bullet（飯島戀花[7]）

2016年
- 鎖鏈戰記3（卡琳）

2017年
- 溫泉女孩（原鶴美鵺）
- 騎士編年史（卡門）
- 命運之子（伊西斯）
- 死印（廣尾圓）
- 御靈錄Otogi（泰坦尼亞、炬燵）

2018年
- METAL MAX Xeno（托尼）
- 災禍真實（法尼）
- NG（輝夜）

2020年
- 守望傳說（尋龍女孩涅娃）

### 旁白
- Flick!On!TV YouTube頻道

### 電視節目
- NEXT STAGE（2013年10月7日－12月23日，東京電視台） - 播報員
- 〜新聞充滿疑問〜坂上調查團！〈Fujibara Night SAT〉（2014年12月27日－，富士電視台）
- 超流派（2015年7月24日－，東京電視台）

### 網路電視
- （2015年7月20日－2016年7月26日，NICONICO直播）

### 廣播
- 飛吧！石飛！（2018年7月－，超!A&G+）

### 舞台
- 海盜船〜夢幻島漂流記（2015年4月29日－5月4日，新宿村LIVE）
- 神保町界隈「偶像女忍者忍法帖 -風魔四姊妹的逆襲-」（2016年10月13日－16日，Theatre BONBON）

### 模特兒
- Popteen（2012年－2016年，角川春樹事務所）

## 外部連結
- 事務所官方簡歷 （页面存档备份，存于）（日語）
- 石飛惠里花官方BLOG （页面存档备份，存于）（日語）
- 石飛惠里花的X（前Twitter）（日語）